# Eidolus
Eidolus is een geslacht van kevers uit de familie  
kniptorren (Elateridae).
Het geslacht is voor het eerst wetenschappelijk beschreven in 1857 door Candèze.

## Soorten
Het geslacht omvat de volgende soort:
- Eidolus linearis Candèze, 1857